# La Légende de l'étalon noir
Pour les articles homonymes, voir L'Étalon noir (homonymie).
 (mars 2025).
Si vous disposez d'ouvrages ou d'articles de référence ou si vous connaissez des sites web de qualité traitant du thème abordé ici, merci de compléter l'article en donnant les références utiles à sa vérifiabilité et en les liant à la section « Notes et références ».
Série
Le Retour de l'étalon noir
(1983)
Pour plus de détails, voir Fiche technique et Distribution.
La Légende de l'étalon noir (The Young Black Stallion) est un moyen métrage américain réalisé par Simon Wincer et sorti en 2004. Distribué par Walt Disney Pictures, il est projeté notamment à la Géode, dans la Cité des sciences et de l'industrie et au Futuroscope. L'histoire est celle de l'amitié entre une jeune fille, Neera, et un cheval noir nommé Sheïtan. C'est le troisième film à mettre en scène l'étalon noir après L'Étalon noir et Le Retour de l'étalon noir.

## Synopsis
Une jeune fille, Neera, est séparée de son père alors qu'elle traverse le désert d'Arabie. En s'arrêtant pour boire à une flaque, elle fait la rencontre d'un jeune étalon noir qu'elle nomme Sheïtan car il est « né du sable, enfanté par la nuit noire et plus rapide que le vent ». De cette rencontre naît une belle amitié qui permet aux deux héros de surmonter les obstacles qui se dressent sur leur route.

## Fiche technique
- Réalisation : Simon Wincer
- Scénario : Jeanne Rosenberg, d'après l'œuvre de Walter Farley et Steven Farley
- Directeur de la photographie : Reed Smoot
- Musique : William Ross
- Montage : Terry Blythe, Bud S. Smith, M. Scott Smith
- Chef décorateur : Paul Peters
- Costumière : Jo Katsaras
- Producteurs : Frank Marshall et Fred Roos
- Productrices exécutives : Jeanne Rosenberg et Kathleen Kennedy
- Sociétés de production : Walt Disney Pictures, U.S.A. The Kennedy/Marshall Company, U.S.A.
- Société de distribution : Walt Disney Pictures
- Langue originale : anglais

## Distribution
- Richard Romanus (VF : Med Hondo ; VQ : Yvon Thiboutot) : Ben Ishak
- Biana Tamimi (VF : Kelly Marot ; VQ : Catherine Brunet) : Neera
- Patrick Elyas (VF : Olivier Martret ; VQ : Laurent-Christophe de Ruelle): Aden
- Gerard Rudolf (VF : Pierre Dourlens ; VQ : Bernard Fortin): Rhamon
- Ali Al Ameri (VQ : Sylvain Hétu) : Mansoor
- Andries Rossouw (VF : Mostefa Stiti ; VQ : Yves Massicotte) : Kaditr

## Autour du film
- Fred Roos a confié qu'il avait envie de faire un nouveau film dans l'univers de l'Étalon noir depuis longtemps. Il était également intéressé par la création d'un film dramatique pour les salles IMAX. L'alliance des deux lui offrait une occasion unique. Avec Jeanne Rosenberg, il a choisi La Légende de l'étalon noir, le livre qu'ils préfèrent parmi tous ceux de Walter Farley. C'est aussi le dernier qu'il a écrit avant sa mort, achevé avec l'aide de son fils.
- Le tournage a nécessité 40 chevaux arabes et s'est déroulé en Namibie et en Afrique du Sud.

## Filmographie de L'Étalon noir
- 1979 : L'Étalon noir (The Black Stallion) de Carroll Ballard avec Kelly Reno, Mickey Rooney
- 1983 : Le Retour de l'étalon noir (The Black Stallion Returns) de Robert Dalva avec Kelly Reno, Vincent Spano
- 2003 : La Légende de l'étalon noir (The Young Black Stallion) de Simon Wincer avec Richard Romanus, Biana Tamimi